# Sexto Voo Experimental da SpaceX Starship
Sexto Voo Experimental da SpaceX Starship (Integrated Flight Test 6, ou IFT-6) foi o sexto teste de voo do veículo de lançamento SpaceX Starship da empresa aeroespacial SpaceX. O veículo que foi lançado foi a Starship 31 (S-31) como estágio superior e o SpaceX Super Heavy Booster 13.  O sexto voo ocorreu no dia 19 de novembro de 2024 às 22:00  UTC (19:00 horário de Brasília).
Apesar do voo 6 ter tido o mesmo perfil de lançamento do voo 5, incluíndo um voo suborbital ao Oceano Índico,  várias características foram mudadas para obter dados de voo para futura recuperação e reutilização. A Starship reentrou na atmosfera em um ângulo mais íngreme para testar os limites dos flaps, e certas partes foram equipadas com novos materiais de proteção térmica. Algumas partes do escudo térmico foram removidas em antecipação à adição de hardware de captura em naves futuras, que será necessário para pousar a nave nos braços da torre de lançamento. O voo 6 foi o primeiro voo a incluir uma queima no espaço de um único motor Raptor, demonstrando a capacidade de desorbitação da Starship. O lançamento ocorreu em um horário mais tarde do dia do que os voos anteriores para permitir que a nave descesse para o oceano durante o início da manhã no local de pouso para melhores observações visuais. Este foi o último voo do Bloco 1 da Starship. O Bloco 2 e eventualmente o Bloco 3 serão usados para voos futuros.

## Histórico
A SpaceX Starship (S31) foi levada para o Local de Testes da Massey na Base Estelar da SpaceX no Texas para testes criogênicos em 11 de maio. Durante seu primeiro teste criogênico em 12 de maio, ocorreu uma anomalia elétrica, e a Starship 31 foi levada de volta ao local de produção para reparos em 15 de maio.  O S31 concluiu um teste criogênico bem-sucedido no início de julho , e completou um teste estático bem-sucedido em 18 de setembro. 
O Super Heavy Booster 13 (B13) foi movido para a o local de lançamento em 22 de outubro de 2024. Enquanto estava na plataforma de lançamento, ele conduziu um disparo estático de todos os seus 33 motores Raptor em 24 de outubro de 2024.  O B13 foi reenviado para o local de lançamento e o S31 foi empilhado em cima do B13 em 14 de novembro. No dia 17 de novembro, o B13 e o S31 realizaram um teste de reabastecimento parcial antes do lançamento. 

## Perfil da Missão
O perfil da missão para o teste de voo 6 espelhou a trajetória do teste de voo 5, com a Starship sendo lançada em 19 de novembro de 2024 às 22:00:00 UTC (16:00 pm CST, horário do local de lançamento). Aos T+2:39, o estágio superior da Starship desacoplou do Super Heavy, e continuou sua ascensão. Embora o Super Heavy devesse retornar à Starbase, a captura do propulsor foi cancelada devido a um problema na torre de lançamento.  Em vez disso, o Super Heavy fez um pouso controlado no Golfo do México, onde explodiu antes que pudesse ser recuperado. 
Pouco depois, a S-31 desligou seus motores entrando em uma fase de cruzeiro. O estágio superior espaçonave Starship atingiu um apogeu inicial de 190 km (120 mi) e um perigeu de 8 km (5.0 mi) em uma órbita de 26.2 graus, marcando a primeira vez que a Starship teve perigeu positivo. Às 22:37:46 a Nave conduziu com sucesso o primeiro re-acendimento do motor raptor no vácuo do espaço que elevou o apogeu para 228 km (142 mi) e o perigeu para 50 km (31 mi).  A Starship reentrou na atmosfera às 22:47:13 e, às 23:05:24, realizou um mergulho controlado no Oceano Índico, o que marcou a primeira vez que a Starship pousou durante o dia.

### Cronograma de voo
| Hora      | Evento | 19 de novembro de 2024                                                  |
| --------- | --- | ----------------------------------------------------------------------- |
| −01:15:00 | Diretor de Voos da SpaceX realiza votação e verifica que estão todos de acordo para carregamento de propelentes | Sucesso                                                                 |
| −00:49:50 | Carregamento de metano líquido em andamento para a Starship                                                     | Sucesso                                                                 |
| −00:49:21 | Carregamento de oxigênio líquido em andamento para a Starship                                                   | Sucesso                                                                 |
| −00:41:15 | Carregamento de metano líquido em andamento para o Super Heavy Booster                                          | Sucesso                                                                 |
| −00:35:39 | Carregamento de oxigênio líquido em andamento para o Super Heavy Booster                                        | Sucesso                                                                 |
| −00:19:40 | Resfriamento de motores                                                                                         | Sucesso                                                                 |
| −00:03:20 | Carregamento de propelentes da Starship finalizado                                                              | Sucesso                                                                 |
| −00:02:50 | Carregamento de propelentes do Booster finalizado                                                               | Sucesso                                                                 |
| −00:00:30 | Diretor de Voos da SpaceX realiza votação e verifica se voo está liberado (GO for launch)                       | Sucesso                                                                 |
| −00:00:10 | Ativação do sistema defletor de chamas                                                                          | Sucesso                                                                 |
| −00:00:03 | Ignição dos motores do Booster                                                                                  | Sucesso                                                                 |
| +00:00:02 | Lançamento | Sucesso                                                                 |
| +00:01:02 | Max q (momento de estresse máximo sobre o foguete)                                                              | Sucesso                                                                 |
| +00:02:32 | MECO (Desligamento dos motores principais do Booster)                                                           | Sucesso                                                                 |
| +00:02:39 | Ignição dos motores da Starship e separação de estágios (hot-staging)                                           | Sucesso                                                                 |
| +00:02:44 | Início da queima para retorno do Booster                                                                        | Sucesso                                                                 |
| +00:03:38 | Fim da queima para retorno do Booster                                                                           | Sucesso                                                                 |
| +00:03:40 | Desacoplamento do anel de hot-staging                                                                           | Sucesso                                                                 |
| +00:06:25 | Booster atinge velocidade transônica                                                                            | —                                                                       |
| +00:06:38 | Início da queima para aterrisagem do Booster                                                                    | Sucesso                                                                 |
| +00:07:00 | Fim da queima para aterrisagem do Booster, com pouso na torre de lançamento                                     | Captura abortada, Booster desviado para amerrissagem no Golfo do México |
| +00:08:27 | SECO (Desligamento dos motores da Starship)                                                                     | Sucesso                                                                 |
| +00:37:46 | Re-acendimento de motores Raptor no espaço                                                                      | Sucesso                                                                 |
| +00:47:13 | Reentrada atmosférica da Starship                                                                               | —                                                                       |
| +01:02:06 | Starship atinge velocidade trânsonica                                                                           | —                                                                       |
| +01:03:12 | Starship atinge velocidade subsônica                                                                            | —                                                                       |
| +01:04:56 | Manobra de pouso da Starship                                                                                    | Sucesso                                                                 |
| +01:05:01 | Início da queima para aterrisagem da Starship                                                                   | Sucesso                                                                 |
| +01:05:24 | Fim da queima para aterrisagem da Starship, com pouso no oceano                                                 | Sucesso                                                                 |

### Carga útil
Uma banana de pelúcia serviu como indicador de gravidade zero, tornando-se a primeira carga útil da Starship, embora tenha permanecido dentro do veículo durante todo o voo.